# Ice Age
Ice Age (titulada: La era de hielo en Latinoamérica y Ice Age: La edad de hielo en España) es una película estadounidense de animación del año 2002 creada por Blue Sky Studios y lanzada por 20th Century Fox. Fue dirigida por Chris Wedge y Carlos Saldanha. Fue estrenada el 15 de marzo de 2002. Esta es la primera película de Blue Sky Studios.
Se proyectó junto al corto previo Gone Nutty (traducido como Bellotas), protagonizado por una pequeña ardilla ladrón dientes de sable llamada Scrat que busca y almacena obsesivamente bellotas, y que aparecerá también en el resto de películas de la serie.
La película estuvo nominada en los Premios Óscar a mejor película animada, siendo la primera película de Blue Sky Studios y la única de la franquicia en estar nominada en esa categoría.
La versión japonesa tiene un tema musical llamado "Hitoshizuku" de Zone, que se traduce como "una sola gota de lágrimas".

## Argumento
La película comienza en la edad de hielo, mostrando a Scrat, una pequeña ardilla de dientes de sable, ladrona de nueces y bellotas que busca un lugar para guardar su bellota para el invierno. Al encontrarlo, este intenta resguardarla en el suelo pero termina formando una grieta que desencadenará una catástrofe que por poco termina con su vida. Al salir de allí, Scrat se alegra de que se encuentre de vuelta con su bellota, pero luego termina siendo aplastado por un mamut.
La película continúa con una gigantesca manada de varios animales de la era de hielo, como macrauquenias, gliptodontes, tapires, rinocerontes y osos hormigueros. Ellos se dirigen hacia el sur durante en la migración, a tierras más cálidas. Sin embargo, Manfred, otro mamut  antisocial que vive aislado en su soledad, va en otra dirección, malhumorado, por no hacer lo que hacen todos. Poco después conoce a Sid, un perezoso torpe, charlatán y bromista, que huye de dos rinocerontes prehistóricos, un Embolotherium llamado Carl y un Megacerops llamado Frank que lo quieren matar tras haber arruinado su almuerzo (una ensalada de diente de león). El mamut no soporta a Sid, pero decide salvarlo porque él odia a los animales que matan por satisfacción, que era lo que pretendían hacer los rinocerontes. Una vez salvado, Sid decide seguir junto a Manfred, al que el perezoso decide llamar ''Manny'', y comienza a seguirlo, a pesar de que Manfred le insiste en que lo deje en paz. Paralelamente, un siniestro tigre dientes de sable llamado Diego, tiene la misión de robar a un bebé, quien es el hijo de un cazador humano que junto con su banda mató a la mitad de su manada. Diego sigue las órdenes de Soto, el jefe de su manada, que desea vengarse de los humanos. El tigre persigue a la madre del niño hasta una cascada, donde ella se lanza para salvar la vida de su bebé, y Diego decide no lanzarse por su temor al agua. Soto, enfadado, le ordena buscar al bebé y que lo lleve a su guarida ubicada en el "medio pico" (una montaña lejana) o lo mataría. 
Por accidente, Manfred y Sid encuentran a la criatura y a su madre en la orilla del río bajo la cascada. La mujer empuja al bebé hasta ellos, quienes lo miran asombrados hasta que se dan cuenta de que su madre ha desaparecido arrastrada por el río. El perezoso toma la iniciativa de devolverlo, a lo que el mamut se niega, y sólo lo sigue para burlarse de sus inútiles intentos por subir la colina hacia el campamento de los humanos. Un rato después, aparece Diego, quien acepta al bebé como suyo y pretende llevárselo, pero Manfred se niega a entregarlo, pues presiente las verdaderas intenciones del tigre.
Finalmente, Manfred decide ayudar a Sid a devolver al bebé para protegerlo del tigre, pero Diego lo convence de que sin él y sus dotes de rastreador, jamás encontrarían el campamento de los humanos en el paso glaciar. Manfred decide entonces que Diego sea el guía, cosa que atemoriza a Sid. Aquí comienza su recorrido en busca de la familia del Bodoque (apodo con el que lo bautiza Manfred ya que su nombre real es Roshan), pasando por distintas aventuras que los unen más como "manada"; en un intento por obtener alimento para el bebé humano, tropiezan con un ejército de Dodos, que según ellos están preparándose para la era de hielo, el mamut les pide una sandía para alimentar al bebé, pero los pájaros se niegan y empiezan un combate que Sid, termina por finalizar victorioso. Al caer la noche y estar dormidos Sid y Manfred, Diego intenta robar al bebé, pero  escucha algo en los arbustos cercanos y procede a atacar, enterándose de que son los miembros de su manada, que exigen que se presente con el bebé, ya que Soto está impaciente y la manada hambrienta, a lo que el responde que además del bebé llevara un mamut, y les dice que regresen con Soto para tener a todos listos para la matanza. 
A la mañana siguiente después de que Sid tropieza con 2 atractivas Megalonyx y con los rinocerontes ya mencionados, empieza un viaje lleno de maravillas, encontrando sitios hermosos y majestuosos, como Stonehenge, géiseres, y enormes bosques y montañas maravillosas. En una parte, el grupo se encuentran con Scrat y Manfred le pide direcciones para saber donde están los humanos. Scrat no sabe en donde quedan pero sabe de los tigres dientes de sable. Aunque Sid y Manfred tratan de averiguar lo que Scrat les pretende decir, Scrat señala a Diego refiriéndose a su especie, pero el tigre lo empuja lejos. Al llegar a una colina ya afectada por la era de hielo, Diego divisa a los humanos, y para distraer a Manfred y Sid, los conduce por otro camino; los lleva a una caverna gigante, en la que Sid, al separarse del grupo por un tiempo, encuentra peces prehistóricos, un Tyrannosaurus rex congelado, una evolución compuesta de varios animales congelados en el hielo ancestros de Sid, e incluso a un ovni congelado; más tarde Bodoque cae en un túnel de hielo a lo que los demás acuden a ayudarlo, pero terminan por realizar una carrera para rescatar al niño a lo largo de los túneles. Scrat accidentalmente entra y al encontrar un buen lugar para su bellota, es atropellado por Sid y los demás. Al terminar esto encuentran una sala con pinturas rupestres de otros animales, como antílopes y caballos prehistóricos, Macrauchenia, lobos, Bison latifrons, leones, hienas y otros dientes de sable, pero en una de estas pinturas Sid encuentra a un mamut que está feliz con su familia (un bebé y una hembra), y Manfred, al ver dicha pintura se da cuenta de que es él mismo, demostrando por qué es tan amargado y solitario, ya que unos cazadores mataron a su familia años antes. Entonces el bebé se interpone, y el mamut lo observa con cariño, para proceder a abrazarlo, al estar saliendo de la cueva Manfred y Sid, Diego se queda unos segundos observando con pena la pintura de Manfred con su familia.
En una oportunidad al atravesar un río de lava, Manfred salva la vida de Diego para sorpresa de este. Al día siguiente, cuando les faltaba sólo unos metros para llegar al medio pico (la guarida de Soto), Diego no puede más con la culpa y les cuenta la verdad sobre sus intenciones, arrepintiéndose y procurando un plan para deshacerse de los demás tigres dientes de sable. Manfred lo enfrenta, pero Diego le dice que debe confiar en el, ya que contra los tigres no tienen oportunidad. El grupo pone en marcha su plan, atraer a los tigres con Sid como cebo a Manfred, quien los espera para derribar con un tronco. Ahora tres de los tigres están vencidos, pero Soto está listo para atacar a Manny; por unos segundos aparece Diego, y defiende a Manny. Soto le recrimina esta actitud, pero al ver a Diego decidido a defender a Manfred, se dispone a pelear con ambos, ya que dos de los tigres recuperaron la conciencia, y están dispuestos a matar. Soto inicia la pelea con Diego, pero Manfred al intentar ayudar es atacado por los dos miembros restantes, en eso Diego queda noqueado y Soto se dirige a Manfred para matarlo, a lo que Diego salta a recibir el ataque por él para salvar a Manfred. El tigre cae herido al suelo mientras Sid pasa con el Bodoque, inconsciente de lo que está ocurriendo. Soto está dispuesto a atacarlos, pero Manfred lo lanza de un solo golpe contra las rocas, por el impacto unas estalactitas de hielo caen sobre Soto, empalándolo y matándolo instantáneamente, a lo que el resto de los tigres, aterrorizados por Manfred, huyen como respuesta.
Diego resulta gravemente herido y no puede seguir avanzando, Sid se acerca a Diego para auxiliarlo junto con Manfred, pero este les insiste en que sigan, ya que si no siguen avanzando no alcanzarán al grupo de los humanos. Todo indica que Diego agoniza por sus heridas.
Manfred y Sid encuentran al grupo de humanos y entregan al Bodoque a su padre en una emotiva escena, pues este creía que lo atacarían. Los animales se despiden de los humanos y le piden al niño que no los olvide y le dicen que ellos jamás lo olvidarán. Cuando los humanos desaparecen bajo el paso glaciar, Manfred y Sid se dan la vuelta y ven a Diego, vivo y recuperado, aunque muy débil y lastimado. Este llega justo a tiempo para despedirse del Bodoque. Finalmente, Diego decide irse con sus nuevos amigos, y juntos se dirigen hacia el Sur.
Al final veinte mil años después, aparece Scrat, congelado en un bloque de hielo, él llega hasta una isla desierta, espera hasta que se descongele el hielo para llegar a su bellota, pero la bellota termina yéndose de la isla. Scrat enloquecido, se golpea con una palmera y encuentra un coco (creyendo que es una bellota), la pone en el suelo pero forma otra grieta, provocando una erupción volcánica. La película termina con Scrat sonriendo nerviosamente al espectador.

## Reparto
| Personaje        | Actor original (Estados Unidos) | Actor de doblaje (México) | Actor de doblaje (España)                      |
| ---------------- | --- | --- | ---------------------------------------------- |
| Manfred "Manny"  | Ray Romano | Jesús Ochoa | Ricky Coello                                   |
| Sid              | John Leguizamo | Carlos Espejel | Aleix Estadella                                |
| Diego            | Denis Leary | Sergio Sendel | Óscar Barberán                                 |
| Scrat            | Chris Wedge | Chris Wedge | Chris Wedge                                    |
| Roshan "Bodoque" | Tara Strong | Tara Strong | Tara Strong                                    |
| Soto             | Goran Visnjic | Miguel Ángel Ghigliazza | Lluís Marco                                    |
| Oscar            | Diedrich Bader | Octavio Rojas | Adrià Frías                                    |
| Zeke             | Jack Black | Roberto Molina | José Javier Serrano                            |
| Lenny            | Alan Tudyk | Tony Flores | Juan Fernández (BCN.)                          |
| Dab              | Alan Tudyk | José Antonio Macías | –                                              |
| Dodo             | Chris Wedge | Mario Filio | Eduard Doncos                                  |
| Carl             | Cedric the Entertainer | Rubén Moya | Gonzalo Abril                                  |
| Frank            | Stephen Root | Gerardo Vásquez | Rafael Calvo                                   |
| Rachel           | Lorri Bagley | Dulce Guerrero | María Moscardó                                 |
| Jennifer         | Jane Krakowski | Simone Brook | Rosa Pastó                                     |
| Voces            | Chris Wedge, Alan Tudyk, Peter Ackerman, P. J. Benjamin, Josh Hamilton, Denny Dillon, Mitzi McCall, Tara Strong, Dann Fink y Stephen Root | Pepe Toño Macías, Genaro Contreras, Moisés Iván Mora, Eduardo Giaccardi, Raúl Anaya, Alejandro Mayén, Diego Ángeles Ramírez, Ángela Villanueva, Cristina Camargo, Jorge García, Marco Portillo, Arturo Castañeda, Enrique Horiuchi Juan Antonio Edwards, Mario Arvizu, Noé Velázquez y Jorge Ornelas | Alberto Mieza, Eduard Doncos y Santiago Cortés |

| Información técnica  | Información técnica                     | Información técnica        |
| Rol                  | Versión en español latino               | Versión castellana         |
| -------------------- | --------------------------------------- | -------------------------- |
| Estudio de doblaje   | Prime Dubb México S.A. de C.V. (México) | Sonoblok, S.A. (Barcelona) |
| Dirección de doblaje | Pepe Toño Macías                        | Gonzalo Abril              |
| Ajuste               | –                                       | Gonzalo Abril              |
| Traducción           | Jesús Vallejo                           | Sally Templer              |
| Productor ejecutivo  | Eduardo Giaccardi                       | –                          |

## Premios

### Premios Óscar
| Año  | Categoría              | Nominado    | Resultado |
| ---- | ---------------------- | ----------- | --------- |
| 2003 | Mejor película animada | Chris Wedge | Nominada  |

### Premios Annie
| Año  | Categoría                                          | Nominado                                   | Resultado |
| ---- | -------------------------------------------------- | ------------------------------------------ | --------- |
| 2003 | Mejor película animada                             | Ice Age                                    | Nominado  |
| 2003 | Mejor dirección en una película animada            | Chris Wedge Carlos Saldanha (codirector)   | Nominado  |
| 2003 | Mejor guion en una película animada                | Michael Berg Michael Wilson Peter Ackerman | Nominado  |
| 2003 | Mejor banda sonora en una película animada         | David Newman                               | Nominado  |
| 2003 | Mejor Diseño de personajes en una Película Animada | Peter DeSève                               | Nominado  |
| 2003 | Mejor animador de personajes                       | Mike Thurmeier                             | Nominado  |
| 2003 | Mejor Diseño de producción en una película animada | Brian McEntee                              | Nominado  |

### BMI Film & TV Awards
| Año  | Categoría          | Resultado |
| ---- | ------------------ | --------- |
| 2002 | Mejor banda sonora | Ganador   |

### Kansas City Film Critics Circle Awards
| Año  | Categoría              | Resultado |
| ---- | ---------------------- | --------- |
| 2002 | Mejor Película Animada | Ganador   |

## Recepción

### Recaudación
Ice Age se estrenó el 15 de marzo de 2002 y recaudó 46,3 millones de dólares en su primer fin de semana, una gran cifra que no suele verse hasta la temporada de verano y muy por delante de la proyección más optimista de Fox de unos 30 millones de dólares. Ocupó el puesto número uno en taquilla durante su primer fin de semana, superando a Resident Evil, Showtime y La máquina del tiempo. Ice Age rompió el récord de Liar Liar para un estreno en marzo (luego superado en 2006 por su secuela, Ice Age: The Meltdown) y en ese momento fue el tercer mejor estreno de una película animada, después de Monsters, Inc. ($62,6 millones). y Toy Story 2 (57,4 millones de dólares).
Ice Age terminó su taquilla nacional con 176.387.405 dólares y recaudó 383.257.136 dólares en todo el mundo, siendo la novena mayor recaudación de 2002 en América del Norte y la octava mejor en todo el mundo en ese momento. Fue una de las dos películas animadas de ese año en recaudar más de 100 millones de dólares, siendo la otra Lilo & Stitch.

### Respuesta crítica
Ice Age tiene un índice de aprobación del 77% en Rotten Tomatoes según 168 reseñas, con una calificación promedio de 6,8/10. El consenso del sitio dice: "Aunque Ice Age pisa los mismos terrenos que Monsters, Inc. y Shrek, tiene suficiente ingenio y risas para valerse por sí solo". El sitio similar Metacritic obtuvo una puntuación del 61%. de 34 exámenes, es decir, "exámenes generalmente favorables". Roger Ebert del Chicago Sun-Times le dio a la película 3 estrellas de 4 y escribió: "Vine a burlarme y me quedé a sonreír". Elvis Mitchell del New York Times calificó la película como un "extravagancia de animación por computadora insípidamente simpática", comparando la trama de la película con la película occidental 3 Godfathers.
Según las encuestas de CinemaScore realizadas durante el primer fin de semana, el público del cine le dio a Ice Age una calificación promedio de "A" en una escala de A+ a F.

### Otras Criticas
La idea y el argumento son curiosos, con jugo y novedoso, además de bonita. Una bonita sorpresa llevada acaba ni por pixar ni por disney, si no por Blue Sky,a la que le felicito por la buena animación, creando unos personajes bastante conseguidos que con la apuesta en las sombras y el cuidado en el pelaje le han dado un toque realista,toque realista el que le ha faltado a los humanos de la película, los cuales me han decepcionado un poco en la dirección.Continuando con la forma,la fotografía y la ambientacion son bastante acertados aunque no siendo nada espectacular, al igual que la música que sin serlo también ha sido bastante decente.

## Animales que aparecen en toda la franquicia
| - Mamut - Perezoso gigante - Tigre dientes de sable - Rheithrosciurus - Gliptodonte - Hombre de Neandertal - Dodo - Macrauquenia - Platybelodon - Tiranosaurio rex - Eurotamandua - Megacerops - Brontops - Moeritherium - Lobo - Buey almizclero - Baryonyx | - Gigantopithecus - Elefante marino del norte prehistórico - Palaeolagus - Perezoso (Folivora) - Glyptodon - Damanes prehistóicos sin identificar - Synthetoceras - Gastornis - Chalicotherium - Ciervo - Moeritherium (Identificado como Palaeotherium) - Oso hormiguero - Procoptodon - Escarabajo pelotero - Tiburón sin identificar - Piraña prehistórica sin identificar - Cangrejo gigante - Teratornis | - Dakotaraptor (Posiblemente) - Ankylosaurus - Triceratops - Comadreja común - Iguanodon - Archaeopteryx - Parasaurolophus - Brachiosaurus - Pteranodon - Pachycephalosaurus - Metridiochoerus - Quetzalcoatlus - Guanlong - Metriorynchus - Globidens - Kentrosaurus - Troodon - Lamini Prehistórico |